# Saison 2010-2011 de l'AS Nancy-Lorraine
Maillots
Chronologie
Saison précédente Saison suivante
L'AS Nancy-Lorraine s'aligne pour la saison 2010-2011 en Ligue 1, en Coupe de France, en Coupe de la Ligue.

## Résumé de la saison
La priorité du club à l'approche de la saison étant de réduire l'effectif, de nombreux contrats ne sont pas renouvelés (Abdeslam Ouaddou, Gaston Curbelo...) et Issiar Dia quitte l'ASNL, qui recrute Marama Vahirua, associé en attaque à Youssouf Hadji et Julien Féret.
La nouvelle pelouse synthétique du Stade Marcel-Picot constitue l'attraction du début de saison à Nancy. Le club doit ainsi éviter les désagréments hivernaux (gel, dégradations dues aux intempéries), mais la nouvelle pelouse suscite également des craintes (plus grande rapidité de la balle, qualité du terrain) qui vont se confirmer : l'équipe va en effet peiner à s'adapter à cette surface, et enchaîne les défaites lors des quatre premiers matchs à domicile.
Durant la saison, les Nancéiens vont constamment évoluer au-dessus de la zone de relégation. Estimant que le club a besoin de changements, Pablo Correa annonce le 25 mars 2011 sa volonté de quitter l'ASNL après neuf ans de service en tant qu'entraîneur et seize années de présence au club. 18e et relégable après une défaite 1-0 à Sochaux lors de la 33e journée, l'équipe se maintient en remportant ses trois dernières rencontres, et termine à la 13e place, 4 points seulement devant le premier relégué, l'AS Monaco.
Concernant les coupes, l'ASNL est éliminée dès son entrée en lice face à Bordeaux en Coupe de la Ligue, mais réussit un meilleur parcours en Coupe de France, parvenant jusqu'aux 8e de finale de la compétition (élimination 1-2 face au Mans).

## Effectif professionnel
| N° | Nom                 | Poste     | Naissance  | Nationalité sportive | Sélection      | Contrat actuel                 | Dernier club                                       |
| 1  | Gennaro Bracigliano | Gardien   | 01/03/1980 | France               |                | 2013                           | Formé au club - SCO Angers                         |
| 3  | Joel Sami           | Défenseur | 13/11/1984 | RD Congo             | RDC            | 2011                           | Amiens SC                                          |
| 4  | Fouad Rachid        | Milieu    | 15/11/1991 | France               |                | 2014                           | Formé au club                                      |
| 5  | André Luiz Silva    | Défenseur | 27/01/1980 | Brésil               |                | 2011                           | Atletico Mineiro                                   |
| 6  | Pascal Berenguer    | Milieu    | 20/05/1981 | France               |                | 2013 (2014 si L1)              | Istres                                             |
| 7  | Landry N'Guemo      | Milieu    | 28/11/1985 | Cameroun             | Cameroun       | 2011                           | Formé au club - Celtic Glasgow                     |
| 8  | Jordan Lotiès       | Défenseur | 05/08/1984 | France               |                | 2013                           | Dijon                                              |
| 9  | Aatif Chahechouhe   | Milieu    | 02/07/1986 | Maroc                |                | 2012                           | Formé au club - Olympique Noisy-le-Sec Banlieue 93 |
| 9  | Benjamin Jeannot    | Attaquant | 22/01/1992 | France               |                | 2015                           | Formé au club                                      |
| 11 | Djamel Bakar        | Attaquant | 06/04/1989 | France               | France Espoirs | 2013                           | AS Monaco                                          |
| 12 | Bakaye Traoré       | Milieu    | 06/03/1985 | France Mali          | Mali           | 2012                           | Amiens SC                                          |
| 14 | Paul Alo'o Efoulou  | Attaquant | 12/11/1983 | Cameroun             | Cameroun       | 2012                           | Angers                                             |
| 15 | Youssouf Hadji      | Attaquant | 25/02/1980 | Maroc                | Maroc          | 2012                           | Formé au club - Stade rennais                      |
| 16 | Damien Grégorini    | Gardien   | 02/03/1979 | France               |                | 2014                           | OGC Nice                                           |
| 17 | Massadio Haïdara    | Défenseur | 02/12/1992 | France               |                | 2014                           | Formé au club                                      |
| 18 | Julien Féret        | Milieu    | 05/07/1982 | France               |                | 2013                           | Stade de Reims                                     |
| 19 | Marama Vahirua      | Attaquant | 12/05/1980 | France               |                | 2013                           | FC Lorient                                         |
| 21 | Samba Diakité       | Milieu    | 24/01/1989 | France Mali          |                | 2014                           | Olympique Noisy-le-Sec Banlieue 93                 |
| 20 | Mickaël Chrétien    | Défenseur | 10/07/1984 | Maroc                | Maroc          | 2012                           | Formé au club                                      |
| 22 | Alexandre Cuvillier | Milieu    | 17/06/1986 | France               |                | 2011 (2014 en cas de maintien) | US Boulogne Côte d'Opale                           |
| 23 | Jonathan Brison     | Milieu    | 07/02/1983 | France               |                | 2012                           | Formé au club                                      |
| 24 | Benjamin Gavanon    | Milieu    | 09/08/1980 | France               |                | 2012                           | Marseille                                          |
| 25 | Reynald Lemaître    | Défenseur | 28/06/1983 | France               |                | 2012                           | SM Caen                                            |
| 29 | Alfred N'Diaye      | Milieu    | 06/03/1990 | France               | France Espoirs | 2012                           | Formé au club                                      |
| 30 | Rémi Pillot         | Gardien   | 01/01/1990 | France               | France -19     | 2012                           | Formé au club                                      |
| 40 | Ronan Le Crom       | Gardien   | 13/07/1974 | France               |                | 2011                           | Grenoble Foot                                      |

## Transferts

### Été 2010
| Nom                 | Nationalité | Transfert                                                                                        | Provenance/Destination         | Division                     |
| Arrivées            |             |                                                                                                  |                                |                              |
| Alexandre Cuvillier | France      | Prêt avec option d'achat (automatiquement levée en cas de maintien suivie d'un contrat de 3 ans) | US Boulogne Côte d'Opale       | Ligue 1                      |
| Marama Vahirua      | France      | Fin de contrat                                                                                   | FC Lorient                     | Ligue 1                      |
| Benjamin Gavanon    | France      | Retour de prêt                                                                                   | FC Sochaux                     | Ligue 1                      |
| Jean Calvé          | France      | Retour de prêt                                                                                   | Grenoble                       | Ligue 1                      |
| Momar Faye          | Sénégal     | Retour de prêt                                                                                   | Vesoul                         | CFA                          |
| Basile Camerling    | France      | Retour de prêt                                                                                   | Amiens                         | National                     |
| Mauricio Helder     | Brésil      | Retour de prêt                                                                                   | Rapid Bucarest                 | Liga                         |
| Landry N'Guemo      | Cameroun    | Retour de prêt                                                                                   | Celtic Glasgow                 | Scottish Premier League      |
| Départs             |             |                                                                                                  |                                |                              |
| Florian Marange     | France      | Fin de contrat                                                                                   | Bordeaux                       | Ligue 1                      |
| Floyd Ayité         | Togo        | Retour de prêt                                                                                   | Bordeaux                       | Ligue 1                      |
| Cheick Diabaté      | Mali        | Retour de prêt                                                                                   | Bordeaux                       | Ligue 1                      |
| Gaston Curbelo      | France      | Fin de contrat                                                                                   | -                              | -                            |
| Basile Camerling    | France      | Fin de contrat                                                                                   | SR Colmar                      | National                     |
| Thomas Gaudu        | France      | Fin de contrat                                                                                   | -                              | -                            |
| Jean Calvé          | France      | Prêt                                                                                             | Sheffield United Football Club | Football League Championship |
| Issiar Dia          | Sénégal     | Transfert                                                                                        | Fenerbahçe SK                  | Süper Lig                    |
| Momar Faye          | Sénégal     | Fin de contrat                                                                                   | Vesoul                         | CFA 2                        |
| Damián Macaluso     | Uruguay     | Fin de contrat                                                                                   | Veracruz                       | Liga de Ascenso              |
| Abdeslam Ouaddou    | Maroc       | Résiliation de contrat                                                                           | Lekhwiya Sports Club           | Qatar Stars League           |
| Mauricio Helder     | Brésil      | Prêt                                                                                             | FC Timişoara                   | Liga                         |
| Johan Lapeyre       | France      | Fin de contrat                                                                                   | US Sarre-Union                 | CFA 2                        |

### Hiver 2011
Période non atteinte.

## Préparation d'avant-saison

### Matchs amicaux
| Match amical     | FC Toul | 0 - 4   | AS Nancy-Lorraine                                         |                         |                         |
| 07/07/2010 18:00 |         | (0 - 1) | 41e Berenguer · 67e Chahechouhe · 85e N'Diaye · 90e Alo'o | Stade Municipal de Toul | Stade Municipal de Toul |

| Match amical     | AS Nancy-Lorraine                        | 3 - 2   | La Vitréenne                      |                            |                            |
| 14/07/2010 18:00 | 48e Vahirua · 50e (pen.) Alo'o · 64e Dia | (0 - 2) | 8e Bourillon · 35e (pen.) Trideau | Stade municipal de Sarzeau | Stade municipal de Sarzeau |

| Match amical     | AS Nancy-Lorraine | 1 - 1   | SCO Angers |                            |                            |
| 17/07/2010 18:00 | 3e Vahirua        | (1 - 0) | 61e Keserü | Stade municipal de Sarzeau | Stade municipal de Sarzeau |

| Match amical     | AS Nancy-Lorraine                               | 4 - 0   | Équipe UNFP |                        |                        |
| 24/07/2010 19:00 | 10e Alo'o · 14e Vahirua · 80e Hadji · 85e Hadji | (2 - 0) |             | Stade de La Colombière | Stade de La Colombière |

| Match amical     | AS Nancy-Lorraine             | 2 - 0   | FC Metz |                        |                        |
| 25/07/2010 17:00 | 38e Chahechouhe · 66e Vahirua | (1 - 0) |         | Stade de La Colombière | Stade de La Colombière |

| Match amical     | FC Sochaux | 0 - 3   | AS Nancy-Lorraine                  |                                           |                                           |
| 31/07/2010 18:00 |            | (0 - 1) | 44e Brison · 76e Féret · 86e Alo'o | Stade municipal de Saint-Loup-sur-Semouse | Stade municipal de Saint-Loup-sur-Semouse |

### Stage(s)
Les joueurs de l'AS Nancy-Lorraine ont effectué un stage de préparation à Port-Crouesty entre le 9 et le 18 juillet 2010.

### Divers
- L'AS Nancy-Lorraine change d'équipementier à partir de la saison 2010-2011. Baliston cède ainsi la place à Umbro.

## Ligue 1

### Phase aller
| 1re journée                               | RC Lens        | 1 - 2   | AS Nancy-Lorraine                               |                                                                |                                                                |
| 07/08/2010 · 19:00 · 5e place, 3 points · | T.Maoulida 72e | (0 - 1) | 27e J.Feret · 83e P.Bérenguer · 88e P.Bérenguer | Stade Félix-Bollaert Spectateurs : 31 392 Arbitrage : M.Buquet | Stade Félix-Bollaert Spectateurs : 31 392 Arbitrage : M.Buquet |
| 07/08/2010 · 19:00 · 5e place, 3 points · | rapport        |         |                                                 | Stade Félix-Bollaert Spectateurs : 31 392 Arbitrage : M.Buquet | Stade Félix-Bollaert Spectateurs : 31 392 Arbitrage : M.Buquet |

| 2e journée                                 | AS Nancy-Lorraine  | 0 - 3   | Stade rennais                                   |                                                               |                                                               |
| 14/08/2010 · 19:00 · 11e place, 3 points · | Alfred N'Diaye 13e | (0 - 0) | 50e V.Montaño · 59e Y.Brahimi · 87e Is.Bangoura | Stade Marcel-Picot Spectateurs : 14 512 Arbitrage : M. CASTRO | Stade Marcel-Picot Spectateurs : 14 512 Arbitrage : M. CASTRO |
| 14/08/2010 · 19:00 · 11e place, 3 points · | rapport            |         |                                                 | Stade Marcel-Picot Spectateurs : 14 512 Arbitrage : M. CASTRO | Stade Marcel-Picot Spectateurs : 14 512 Arbitrage : M. CASTRO |

| 3e journée                                 | OGC Nice  | 1 - 1   | AS Nancy-Lorraine                        |                                                        |                                                        |
| 21/08/2010 · 19:00 · 12e place, 4 points · | E.Faé 26e | (1 - 0) | 85e P.Alo'o Efoulou · 90e Landry N'Guemo | Stade du Ray Spectateurs : 7 711 Arbitrage : M.ENNJIMI | Stade du Ray Spectateurs : 7 711 Arbitrage : M.ENNJIMI |
| 21/08/2010 · 19:00 · 12e place, 4 points · | rapport   |         |                                          | Stade du Ray Spectateurs : 7 711 Arbitrage : M.ENNJIMI | Stade du Ray Spectateurs : 7 711 Arbitrage : M.ENNJIMI |

| 4e journée                                 | AS Nancy-Lorraine | 0 - 2   | Toulouse FC                    |                                                              |                                                              |
| 28/08/2010 · 19:00 · 18e place, 4 points · |                   | (0 - 0) | 69e E.Capoue · 90+3e F.Tabanou | Stade Marcel-Picot Spectateurs : 14 335 Arbitrage : M.MALIGE | Stade Marcel-Picot Spectateurs : 14 335 Arbitrage : M.MALIGE |
| 28/08/2010 · 19:00 · 18e place, 4 points · | rapport           |         |                                | Stade Marcel-Picot Spectateurs : 14 335 Arbitrage : M.MALIGE | Stade Marcel-Picot Spectateurs : 14 335 Arbitrage : M.MALIGE |

| 5e journée                                 | Montpellier HSC | 1 - 2   | AS Nancy-Lorraine                          |                                                               |                                                               |
| 11/09/2010 · 19:00 · 11e place, 7 points · | M.Estrada 49e   | (0 - 2) | 05e D.Bakar · 34e B.Traoré · 48e Joël Sami | Stade de la Mosson Spectateurs : 14 427 Arbitrage : M.GAUTIER | Stade de la Mosson Spectateurs : 14 427 Arbitrage : M.GAUTIER |
| 11/09/2010 · 19:00 · 11e place, 7 points · | rapport         |         |                                            | Stade de la Mosson Spectateurs : 14 427 Arbitrage : M.GAUTIER | Stade de la Mosson Spectateurs : 14 427 Arbitrage : M.GAUTIER |

| 6e journée                                 | AS Nancy-Lorraine | 0 - 2   | Stade brestois               |                                                               |                                                               |
| 18/09/2010 · 19:00 · 15e place, 7 points · |                   | (0 - 0) | 70e T.Mičola · 90+3e L.Touré | Stade Marcel-Picot Spectateurs : 14 159 Arbitrage : M.LEDENTU | Stade Marcel-Picot Spectateurs : 14 159 Arbitrage : M.LEDENTU |
| 18/09/2010 · 19:00 · 15e place, 7 points · | rapport           |         |                              | Stade Marcel-Picot Spectateurs : 14 159 Arbitrage : M.LEDENTU | Stade Marcel-Picot Spectateurs : 14 159 Arbitrage : M.LEDENTU |

| 7e journée                                 | AJ Auxerre                  | 2 - 2   | AS Nancy-Lorraine               |                                                                    |                                                                    |
| 25/09/2010 · 19:00 · 15e place, 8 points · | D.Oliech 1re · D.Oliech 11e | (2 - 2) | 17e A.Cuvillier · 36e M.Vahirua | Stade de l'Abbé-Deschamps Spectateurs : 7 664 Arbitrage : M.VARELA | Stade de l'Abbé-Deschamps Spectateurs : 7 664 Arbitrage : M.VARELA |
| 25/09/2010 · 19:00 · 15e place, 8 points · | rapport                     |         |                                 | Stade de l'Abbé-Deschamps Spectateurs : 7 664 Arbitrage : M.VARELA | Stade de l'Abbé-Deschamps Spectateurs : 7 664 Arbitrage : M.VARELA |

| 8e journée                                 | AS Nancy-Lorraine         | 2 - 3   | Olympique lyonnais                    |                                                              |                                                              |
| 02/10/2010 · 19:00 · 18e place, 8 points · | A.Luiz 56e · J. Féret 69e | (1 - 0) | 36e Lisandro López · 54e 75e J.Briand | Stade Marcel-Picot Spectateurs : 17 252 Arbitrage : M.ENJIMI | Stade Marcel-Picot Spectateurs : 17 252 Arbitrage : M.ENJIMI |
| 02/10/2010 · 19:00 · 18e place, 8 points · | rapport                   |         |                                       | Stade Marcel-Picot Spectateurs : 17 252 Arbitrage : M.ENJIMI | Stade Marcel-Picot Spectateurs : 17 252 Arbitrage : M.ENJIMI |

| 9e journée                                 | Olympique de Marseille | 1 - 0   | AS Nancy-Lorraine |                                                     |                                                     |
| 16/10/2010 · 19:00 · 18e place, 8 points · | L. Rémy 27e            | (1 - 0) |                   | Vélodrome Spectateurs : 48 306 Arbitrage : M MALIGE | Vélodrome Spectateurs : 48 306 Arbitrage : M MALIGE |
| 16/10/2010 · 19:00 · 18e place, 8 points · | rapport                |         |                   | Vélodrome Spectateurs : 48 306 Arbitrage : M MALIGE | Vélodrome Spectateurs : 48 306 Arbitrage : M MALIGE |

| 10e journée                                 | AS Nancy-Lorraine | 1 - 0   | FC Lorient |                                                            |                                                            |
| 23/10/2010 · 19:00 · 17e place, 11 points · | J. Féret 8e       | (1 - 0) |            | Stade Marcel-Picot Spectateurs : 14 614 Arbitrage : M BIEN | Stade Marcel-Picot Spectateurs : 14 614 Arbitrage : M BIEN |
| 23/10/2010 · 19:00 · 17e place, 11 points · | rapport           |         |            | Stade Marcel-Picot Spectateurs : 14 614 Arbitrage : M BIEN | Stade Marcel-Picot Spectateurs : 14 614 Arbitrage : M BIEN |

| 11e journée                                 | SM Caen                         | 2 - 3   | AS Nancy-Lorraine                                            |                                                                 |                                                                 |
| 30/10/2010 · 19:00 · 15e place, 14 points · | Y. El-Arabi 12e · K. Traoré 52e | (1 - 2) | 35e (pen.) Y. Hadji · 39e (csc) G. Tafforeau · 70e B. Traoré | Stade Malherbe Caen Spectateurs : 15 894 Arbitrage : M JAFFREDO | Stade Malherbe Caen Spectateurs : 15 894 Arbitrage : M JAFFREDO |
| 30/10/2010 · 19:00 · 15e place, 14 points · | rapport                         |         |                                                              | Stade Malherbe Caen Spectateurs : 15 894 Arbitrage : M JAFFREDO | Stade Malherbe Caen Spectateurs : 15 894 Arbitrage : M JAFFREDO |

| 12e journée                                 | AS Nancy-Lorraine | 0 - 4   | AS Monaco FC                                |                                                               |                                                               |
| 06/11/2010 · 19:00 · 17e place, 14 points · |                   | (0 - 0) | 55e 62e C. Malonga · 81e 87e Park Chu-young | Stade Marcel-Picot Spectateurs : 14 745 Arbitrage : M GAUTIER | Stade Marcel-Picot Spectateurs : 14 745 Arbitrage : M GAUTIER |
| 06/11/2010 · 19:00 · 17e place, 14 points · | rapport           |         |                                             | Stade Marcel-Picot Spectateurs : 14 745 Arbitrage : M GAUTIER | Stade Marcel-Picot Spectateurs : 14 745 Arbitrage : M GAUTIER |

| 13e journée                                 | Girondins de Bordeaux    | 2 - 1   | AS Nancy-Lorraine    |                                                                       |                                                                       |
| 13/11/2010 · 19:00 · 19e place, 14 points · | L. Sané 22e · Wendel 88e | (1 - 0) | 83e P. Alo'o Efoulou | Stade Jacques-Chaban-Delmas Spectateurs : 22 640 Arbitrage : M VARELA | Stade Jacques-Chaban-Delmas Spectateurs : 22 640 Arbitrage : M VARELA |
| 13/11/2010 · 19:00 · 19e place, 14 points · | rapport                  |         |                      | Stade Jacques-Chaban-Delmas Spectateurs : 22 640 Arbitrage : M VARELA | Stade Jacques-Chaban-Delmas Spectateurs : 22 640 Arbitrage : M VARELA |

| 14e journée                                 | AS Nancy-Lorraine          | 2 - 0   | Valenciennes FC |                                                               |                                                               |
| 20/11/2010 · 19:00 · 14e place, 17 points · | A.Luiz 29e · M.Vahirua 74e | (1 - 0) |                 | Stade Marcel-Picot Spectateurs : 14 083 Arbitrage : M MOREIRA | Stade Marcel-Picot Spectateurs : 14 083 Arbitrage : M MOREIRA |
| 20/11/2010 · 19:00 · 14e place, 17 points · | rapport                    |         |                 | Stade Marcel-Picot Spectateurs : 14 083 Arbitrage : M MOREIRA | Stade Marcel-Picot Spectateurs : 14 083 Arbitrage : M MOREIRA |

| 15e journée                                 | AS Nancy-Lorraine | 1 - 1   | AS Saint-Etienne |                                                            |                                                            |
| 27/11/2010 · 19:00 · 15e place, 18 points · | M.Vahirua 68e     | (0 - 0) | 52e L. Perrin    | Stade Marcel-Picot Spectateurs : 14 083 Arbitrage : M COUE | Stade Marcel-Picot Spectateurs : 14 083 Arbitrage : M COUE |
| 27/11/2010 · 19:00 · 15e place, 18 points · | rapport           |         |                  | Stade Marcel-Picot Spectateurs : 14 083 Arbitrage : M COUE | Stade Marcel-Picot Spectateurs : 14 083 Arbitrage : M COUE |

| 16e journée                                 | AC Arles-Avignon | 1 - 1   | AS Nancy-Lorraine |                                                            |                                                            |
| 04/12/2010 · 19:00 · 16e place, 19 points · | F. Dja Djédjé 8e | (1 - 1) | 26e Y. Hadji      | Parc des Sports Spectateurs : 7 295 Arbitrage : M JAFFREDO | Parc des Sports Spectateurs : 7 295 Arbitrage : M JAFFREDO |
| 04/12/2010 · 19:00 · 16e place, 19 points · | rapport          |         |                   | Parc des Sports Spectateurs : 7 295 Arbitrage : M JAFFREDO | Parc des Sports Spectateurs : 7 295 Arbitrage : M JAFFREDO |

| 17e journée                                 | AS Nancy-Lorraine | 1 - 0   | FC Sochaux-Montbéliard |                                                             |                                                             |
| 11/12/2010 · 19:00 · 13e place, 22 points · | A.Luiz 74e        | (0 - 0) |                        | Stade Marcel-Picot Spectateurs : 13 401 Arbitrage : M VILEO | Stade Marcel-Picot Spectateurs : 13 401 Arbitrage : M VILEO |
| 11/12/2010 · 19:00 · 13e place, 22 points · | rapport           |         |                        | Stade Marcel-Picot Spectateurs : 13 401 Arbitrage : M VILEO | Stade Marcel-Picot Spectateurs : 13 401 Arbitrage : M VILEO |
|                                             |                   |         |                        |                                                             |                                                             |

| 18e journée      | LOSC Lille Métropole | 3 - 0   | AS Nancy-Lorraine |                       |                       |
| 18/12/2010 19:00 |                      | (0 - 0) |                   | Stade Lille Métropole | Stade Lille Métropole |

| 19e journée                                 | AS Nancy-Lorraine | 2 - 0   | Paris Saint-Germain |                                                               |                                                               |
| 22/12/2010 · 19:00 · 13e place, 25 points · | Y. Hadji 66e 83e  | (0 - 0) | 14e M. Sakho        | Stade Marcel-Picot Spectateurs : 17 845 Arbitrage : M GAUTIER | Stade Marcel-Picot Spectateurs : 17 845 Arbitrage : M GAUTIER |

### Phase retour
| 20e journée      | Toulouse FC | 1 - 0 | AS Nancy-Lorraine |                     |                     |
| 15/01/2010 19:00 |             |       |                   | Stadium de Toulouse | Stadium de Toulouse |

| 21e journée      | AS Nancy-Lorraine | 1 - 2 | Montpellier HSC |                    |                    |
| 29/01/2010 19:00 |                   |       |                 | Stade Marcel-Picot | Stade Marcel-Picot |

| 22e journée      | Stade brestois | 2 - 1 | AS Nancy-Lorraine |                      |                      |
| 05/02/2010 19:00 |                |       |                   | Stade Francis-Le Blé | Stade Francis-Le Blé |

| 23e journée      | AS Nancy-Lorraine | 3 - 1 | AJ Auxerre |                    |                    |
| 12/02/2010 19:00 |                   |       |            | Stade Marcel-Picot | Stade Marcel-Picot |

| 24e journée      | Olympique lyonnais | 4 - 0 | AS Nancy-Lorraine |               |               |
| 19/02/2010 19:00 |                    |       |                   | Stade Gerland | Stade Gerland |

| 25e journée      | AS Nancy-Lorraine | 1 - 2 | Olympique de Marseille |                    |                    |
| 26/02/2010 19:00 |                   |       |                        | Stade Marcel-Picot | Stade Marcel-Picot |

| 26e journée      | FC Lorient | 0 - 0 | AS Nancy-Lorraine |                   |                   |
| 05/03/2010 19:00 |            |       |                   | Stade du Moustoir | Stade du Moustoir |

| 27e journée      | AS Nancy-Lorraine | 2 - 0 | SM Caen |                    |                    |
| 12/03/2010 19:00 |                   |       |         | Stade Marcel-Picot | Stade Marcel-Picot |

| 28e journée      | AS Monaco FC | 0 - 1 | AS Nancy-Lorraine |                |                |
| 19/03/2010 19:00 |              |       |                   | Stade Louis-II | Stade Louis-II |

| 29e journée      | AS Nancy-Lorraine | 0 - 0 | Girondins de Bordeaux |                    |                    |
| 02/04/2010 19:00 |                   |       |                       | Stade Marcel-Picot | Stade Marcel-Picot |

| 30e journée      | Valenciennes FC | 1 - 1 | AS Nancy-Lorraine |                 |                 |
| 09/04/2010 19:00 |                 |       |                   | Stade Nungesser | Stade Nungesser |

| 31e journée      | AS Saint-Etienne | 2 - 1 | AS Nancy-Lorraine |                         |                         |
| 16/04/2010 19:00 |                  |       |                   | Stade Geoffroy-Guichard | Stade Geoffroy-Guichard |

| 32e journée      | AS Nancy-Lorraine | 0 - 0 | AC Arles-Avignon |                    |                    |
| 24/04/2010 19:00 |                   |       |                  | Stade Marcel-Picot | Stade Marcel-Picot |

| 33e journée      | FC Sochaux-Montbéliard | 1 - 0 | AS Nancy-Lorraine |                     |                     |
| 30/04/2010 19:00 |                        |       |                   | Stade Auguste-Bonal | Stade Auguste-Bonal |

| 34e journée      | AS Nancy-Lorraine | 0 - 1 | LOSC Lille Métropole |                    |                    |
| 07/05/2010 19:00 |                   |       |                      | Stade Marcel-Picot | Stade Marcel-Picot |

| 35e journée      | Paris Saint-Germain | 2 - 2 | AS Nancy-Lorraine |                  |                  |
| 11/05/2010 19:00 |                     |       |                   | Parc des Princes | Parc des Princes |

| 36e journée      | AS Nancy-Lorraine | 3 - 0 | OGC Nice |                    |                    |
| 15/05/2010 19:00 |                   |       |          | Stade Marcel-Picot | Stade Marcel-Picot |

| 37e journée      | Stade rennais | 0 - 2 | AS Nancy-Lorraine |                              |                              |
| 21/05/2010 19:00 |               |       |                   | Stade de la route de Lorient | Stade de la route de Lorient |

| 38e journée      | AS Nancy-Lorraine                                                          | 4 - 0  | RC Lens |                    |                    |
| 29/05/2010 21:00 | 29e P.Bérenguer · 46e Bakaye Traoré · 48e P.Bérenguer · 90e Marama Vahirua | (2 -0) |         | Stade Marcel-Picot | Stade Marcel-Picot |

## Coupe de la Ligue
| 16e de finale    | AS Nancy-Lorraine                 | 1 - 2   | Girondins de Bordeaux                            |                                                            |                                                            |
| 22/09/2010 20:45 | 61e S.Diakité · Jordan Lotiès 64e | (0 - 1) | 11e D.Bellion · 70e A.Modeste · Ludovic Sané 83e | Stade Marcel-Picot Spectateurs : 14 605 Arbitrage : M.Coué | Stade Marcel-Picot Spectateurs : 14 605 Arbitrage : M.Coué |
| 22/09/2010 20:45 | rapport                           |         |                                                  | Stade Marcel-Picot Spectateurs : 14 605 Arbitrage : M.Coué | Stade Marcel-Picot Spectateurs : 14 605 Arbitrage : M.Coué |

## Coupe de France
32e de finale AFC Aurillac-AS Nancy-Lorraine